# Vincenzo Tanturri
Vincenzo Tanturri (Scanno, 15 agosto 1835 – Scanno, 21 gennaio 1885) è stato un dermatologo italiano.
Ebbe la prima cattedra di Dermatologia e sifilografia all'Università di Napoli; morì prematuramente per aver contratto accidentalmente la malattia oggetto delle sue ricerche

## Biografia
Studiò nel Collegio medico di Napoli e si laureò in medicina e chirurgia nel 1857. Partecipò al dibattito culturale che si sviluppò a Napoli negli ultimi anni del Regno borbonico; De Cesare lo ricorda tra i giovani collaboratori della rivista Il Morgagni. Si dedicò subito agli studi di dermatologia e sifilografia, che erano in quegli anni in fase di rapido sviluppo ed evoluzione, ed estese e perfezionò le sue conoscenze specialistiche frequentando i centri della ricerca europea nel settore; frequentò in particolare i laboratori di Bazin a Parigi, di Virchow (di cui curò l'edizione italiana di un trattato sulla lue) a Berlino e soprattutto centro di Ferdinand von Hebra, il fondatore della moderna dermatologia austriaca, a Vienna. Tanturri maturò in tal modo un patrimonio di conoscenze e di esperienze che poté applicare al lavoro una volta tornato in patria. A Napoli divenne dapprima primario del sifilicomio e nel 1868 ottenne la prima cattedra universitaria di dermatologia e sifilografia, la seconda ad essere stata istituita in Italia dopo quella di Bologna affidata al Gamberini. Fu anche direttore della clinica sifilitica e dermopatica dell'Università.
La pratica clinica al letto dei malati di sifilide fu causa dell'infezione accidentale del Tanturri con il Treponema pallidum, l'agente eziologico della sifilide. Le sue condizioni di salute peggiorarono progressivamente e irreversibilmente. Costretto ad abbandonare la professione medica e l'insegnamento nel 1880, fu sostituito dal De Amicis, suo allievo. Ritiratosi a Scanno, suo paese natale, Vincenzo Tanturri morì non ancora cinquantenne nel 1885.
Il comune di Scanno gli ha intitolato una strada e la biblioteca comunale.